# Estadio Wolfson
El Estadio Wolfson es un estadio deportivo en KwaZakele, Ibhayi, a las afueras de Port Elizabeth en Sudáfrica. El estadio tiene capacidad para 10.000 personas y ocasionalmente se utiliza para albergar partidos de rugby de los Eastern Province Elephants y de los Southern Kings y partidos de fútbol del Chippa United.
Los inquilinos habituales del estadio son los clubes de rugby amateur Zwide United, PE Villagers, St. Cyprian y Sunday Stars.

También fue el campo del ahora desaparecido equipo de fútbol Bay United.